# سيدني داريلنغتون
سيدني داريلنغتون (بالإنجليزية: Sidney Darlington) هو مخترع ومهندس أمريكي، ولد في 18 يوليو 1906 في بيتسبرغ في الولايات المتحدة، وتوفي في 31 أكتوبر 1997 في إيكستر في الولايات المتحدة.